# Fed Cup 2000
La Fed Cup 2000 è stata la 38ª edizione del più importante torneo tennistico per nazionali femminili. Hanno partecipato alla competizione 100 nazionali. Il World Group era composto da 8 squadre divise in 3 gruppi, con le vincenti dei quali si incontravano in semifinale con la squadra detentrice del titolo. La finale si è giocata dal 24 al 25 novembre al Mandalay Bay Events Center di Las Vegas negli Stati Uniti ed è stata vinta dagli Stati Uniti che ha battuto la Spagna.

## World Group
Pool A
1. Spagna — promossa al Play-off
2. Italia
3. Germania
4. Croazia

Pool B
1. Rep. Ceca — promossa al Play-off
2. Svizzera
3. Austria
4. Slovacchia

Pool C
1. Australia
2. Belgio — promossa al Play-off
3. Francia
4. Russia

### Tabellone
Tutti gli incontri si sono disputati al Mandalay Bay Events Center di Las Vegas negli Stati Uniti su campi in sintetico indoor.
|  | Semifinali  | Semifinali  | Semifinali |        |             | Finale      | Finale | Finale |  |
|  |             |             |            |        |             |             |        |        |  |
|  | Stati Uniti | Stati Uniti | 2          |        |             |             |        |        |  |
|  | Stati Uniti | Stati Uniti | 2          |        |             |             |        |        |  |
|  | Belgio      | Belgio      | 1          |        |             |             |        |        |  |
|  | Belgio      | Belgio      | 1          |        | Stati Uniti | Stati Uniti | 5      |        |  |
|  |             |             |            |        | Stati Uniti | Stati Uniti | 5      |        |  |
|  |             |             | Spagna     | Spagna | 0           |             |        |        |  |
|  | Rep. Ceca   | Rep. Ceca   | Spagna     | Spagna | 0           | 1           |        |        |  |
|  | Rep. Ceca   | Rep. Ceca   |            |        |             |             |        |        |  |
|  | Spagna      | Spagna      | 2          |        |             |             |        |        |  |

### Finale
| Stati Uniti 5 | Mandalay Bay Events Center, Las Vegas, Stati Uniti 24 novembre - 25 novembre 2000 carpet (indoor) | Mandalay Bay Events Center, Las Vegas, Stati Uniti 24 novembre - 25 novembre 2000 carpet (indoor) | Spagna 0 |     |     |        |
| \| \| \| \| 1 \| 2 \| 3 \| \| \| - \| \| --------------------------------------------------------------------- \| --- \| --- \| --- \| ------ \| \| 1 \| \| Monica Seles Conchita Martínez \| 6 2 \| 6 3 \| \| \| \| 2 \| \| Lindsay Davenport Arantxa Sánchez Vicario \| 6 2 \| 1 6 \| 6 3 \| \| \| 3 \| \| Lindsay Davenport Conchita Martínez \| 6 1 \| 6 2 \| \| \| \| 4 \| \| Jennifer Capriati Arantxa Sánchez Vicario \| 6 1 \| 1 0 \| \| ritiro \| \| 5 \| \| Jennifer Capriati / Lisa Raymond Virginia Ruano Pascual / Magüi Serna \| 4 6 \| 6 4 \| 6 2 \| \| |                                                                                                   |                                                                                                   |          |     |     |        |
| |                                                                                                   |                                                                                                   | 1        | 2   | 3   |        |
| 1 | Stati Uniti (bandiera) · Spagna (bandiera)                                                        | Monica Seles Conchita Martínez                                                                    | 6 2      | 6 3 |     |        |
| 2 | Stati Uniti (bandiera) · Spagna (bandiera)                                                        | Lindsay Davenport Arantxa Sánchez Vicario                                                         | 6 2      | 1 6 | 6 3 |        |
| 3 | Stati Uniti (bandiera) · Spagna (bandiera)                                                        | Lindsay Davenport Conchita Martínez                                                               | 6 1      | 6 2 |     |        |
| 4 | Stati Uniti (bandiera) · Spagna (bandiera)                                                        | Jennifer Capriati Arantxa Sánchez Vicario                                                         | 6 1      | 1 0 |     | ritiro |
| 5 | Stati Uniti (bandiera) · Spagna (bandiera)                                                        | Jennifer Capriati / Lisa Raymond Virginia Ruano Pascual / Magüi Serna                             | 4 6      | 6 4 | 6 2 |        |

## Zona Americana

### Gruppo I
Squadre partecipanti
- Argentina — promossa al World Group Play-offs della Fed Cup 2001
- Brasile
- Canada
- Cile — retrocessa nel Gruppo II della Fed Cup 2001
- Colombia
- Cuba — retrocessa nel Gruppo II della Fed Cup 2001
- Messico
- Paraguay
- Uruguay
- Venezuela

### Gruppo II
Squadre partecipanti
- Antigua e Barbuda
- Bahamas
- Barbados
- Bermuda
- Bolivia
- Costa Rica
- Rep. Dominicana — promossa al Gruppo I della Fed Cup 2001
- Ecuador — promossa al Gruppo I della Fed Cup 2001
- El Salvador
- Guatemala
- Giamaica
- Panama
- Porto Rico
- Trinidad e Tobago

## Zona Asia/Oceania

### Gruppo I
Squadre partecipanti
- Cina
- Taipei cinese
- Hong Kong — retrocessa nel Gruppo II della Fed Cup 2001
- India
- Indonesia
- Giappone — promossa al World Group Play-offs della Fed Cup 2001
- Kazakistan
- Nuova Zelanda
- Singapore — retrocessa nel Gruppo II della Fed Cup 2001
- Corea del Sud
- Thailandia

### Gruppo II
Squadre partecipanti
- Figi
- Iraq
- Giordania
- Malaysia
- Oceania Pacifica — promossa al Gruppo I della Fed Cup 2001
- Pakistan
- Filippine
- Sri Lanka
- Siria
- Tagikistan
- Uzbekistan — promossa al Gruppo I della Fed Cup 2001

## Zona Europea/Africana

### Gruppo I
Squadre partecipanti
- Bielorussia
- Bulgaria
- Finlandia — retrocessa nel Gruppo II della Fed Cup 2001
- Regno Unito
- Grecia
- Ungheria — promossa al World Group Play-offs della Fed Cup 2001
- Israele
- Lettonia — retrocessa nel Gruppo II della Fed Cup 2001
- Lussemburgo
- Marocco — retrocessa nel Gruppo II della Fed Cup 2001
- Paesi Bassi
- Polonia
- Romania
- Slovenia
- Sudafrica
- Svezia
- Turchia — retrocessa nel Gruppo II della Fed Cup 2001
- Ucraina

### Gruppo II
Squadre partecipanti
- Algeria
- Armenia
- Bosnia ed Erzegovina
- Botswana
- Cipro
- Danimarca — promossa al Gruppo I della Fed Cup 2001
- Egitto
- Estonia — promossa al Gruppo I della Fed Cup 2001
- Georgia
- Islanda
- Irlanda
- Jugoslavia — promossa al Gruppo I della Fed Cup 2001
- Kenya
- Lesotho
- Liechtenstein
- Lituania
- Macedonia — promossa al Gruppo I della Fed Cup 2001
- Madagascar
- Malta
- Mauritius
- Moldavia
- Portogallo
- Tunisia